# Adrien Moerman
Pour les articles homonymes, voir Moerman.
Adrien Moerman, né le 7 août 1988 à Fontenay-aux-Roses, est un joueur français de basket-ball. Il mesure 2,02 m et joue au poste d'ailier fort.

## Biographie
Adrien Moerman grandit dans la ville de Montrouge dans les Hauts-de-Seine. Il intègre le centre de formation de Roanne en 2003. Après quelques apparitions au cours de la saison 2005-2006, il est intégré à l'équipe professionnelle de Chorale de Roanne pour la saison 2006-2007 et il signe un contrat jusqu'en 2011. Il est membre de l'équipe championne de France en 2007. En juillet 2007, il remporte la médaille de bronze avec l'équipe de France juniors (19 ans et moins) lors du mondial organisé en Serbie.
Il est prêté par Roanne au club de la Jeunesse sportive des Fontenelles de Nanterre durant la saison 2007-2008 avec laquelle il accède à la demi-finale de la Coupe de France 2008 et obtient le titre de meilleur joueur français de Pro B de la saison. Il rejoint l'Entente Orléanaise Loiret (Pro A) pour la saison 2008-2009. Il remporte la coupe de France 2010 avec Orléans.
Le 3 juillet 2011, il signe un contrat de deux ans au SLUC Nancy Basket. En mai 2012, il signe un contrat de 3 ans avec CBD Bilbao, un club de première division espagnole.
En juin 2013, il signe au Limoges CSP après avoir rompu son contrat à Bilbao pour cause de salaires impayés. Après une saison durant laquelle il monte en puissance petit à petit, il remporte le championnat de France 2013-2014 pour sa première année avec le Limoges CSP.
Lors de sa seconde année avec le Limoges CSP, il confirme sa progression et est élu MVP de Pro A 2014-2015. Alors que le Limoges CSP est en finale des play-offs du championnat de France face à la SIG, il se blesse lors de la deuxième rencontre (fracture de la main droite), et est forfait pour le reste des finales. Le Limoges CSP remporte tout de même les finales et Moerman devient ainsi champion de France pour la 3e fois de sa carrière.
Le 24 juin 2015, il s'engage en Turquie au Bandırma Banvit. Il réalise une très bonne saison et finit meilleur rebondeur et troisième meilleur marqueur du championnat turc.
En juillet 2016, Moerman rejoint le Darüşşafaka Doğuş avec lequel il signe un contrat d'un an avec une année supplémentaire en option. Il est payé environ 1 million d'euros pour la saison. Dans une équipe de plus haut niveau, ses résultats sportifs sont nettement en baisse (de 17,6 à 10,5 points et de 10,2 à 6,0 rebonds).
Le 4 juin 2017, Darüşşafaka Doğuş annonce qu'il ne conserve pas Adrien Moerman pour la saison 2017-2018. Il rejoint finalement le FC Barcelone en juillet 2017.
Après avoir joué 72 matches avec le FC Barcelone (8,4 points et 5,4 rebonds), dont 30 en Euroligue (7,6 points et 5,5 rebonds) lors de la saison 2017-2018, Adrien Moerman signe un contrat de deux ans avec l'Anadolu Efes Spor Kulübü. Lors de la saison 2020-2021, le club remporte l'Euroligue et le championnat turc. Moerman annonce son départ de l'Anadolu Efes en juin 2021 avant de signer peu après un nouveau contrat d'une saison avec l'Anadolu Efes. Il remporte aussi l'Euroligue la saison suivante.
En juillet 2022, Moerman rejoint pour une saison (avec une saison supplémentaire en option) l'AS Monaco, club qui évolue en championnat de France et en Euroligue. En EuroLigue, sa réussite au tir est très faible (22 %) pour 2,9 points de moyenne et son temps de jeu diminue. Début janvier 2023, il est écarté du groupe et il quitte Monaco peu après « d'un commun accord »,.
Quelques jours plus tard, il rebondit en Russie, au Zénith Saint-Pétersbourg, club avec lequel il signe un contrat jusqu'à la fin de la saison en cours,. La fédération française de basket-ball décide d'interdire de sélection nationale tout joueur évoluant en Russie comme sanction après l'invasion de l'Ukraine par la Russie. Cette mesure s'applique ainsi à Moerman. En juillet 2023, Moerman prolonge son engagement avec le Zénith pour la saison 2023-2024. Moerman quitte le Zénith en avril 2024.
En janvier 2025, Adrien Moerman s'engage avec le club taïwanais de Taipei Taishin Mars (en), en TPBL (en).

## Équipe de France
Le 6 mai 2014, il fait partie de la liste des seize joueurs pré-sélectionnés pour l'équipe de France A' pour effectuer une tournée en Chine et en Italie durant le mois de juin.
Le 16 mai, il fait également partie de la liste des vingt-quatre joueurs pré-sélectionnés pour la participation à la Coupe du monde 2014 en Espagne mais n'est finalement pas retenu dans l'effectif des 12 joueurs qui participent à la Coupe du monde.
Le 26 avril 2017, Adrien Moerman est pré-sélectionné en équipe de France pour les tournois internationaux jusqu'aux Jeux olympiques d'été de 2020 (comprenant le championnat d'Europe 2017 et la coupe du monde 2019).

## Club successifs
- 2003-2007 :  Chorale de Roanne (Pro A)
- 2007-2008 :  JSF Nanterre (Pro B)
- 2008-2011 :  Orléans Loiret Basket (Pro A)
- 2011-2012 :  SLUC Nancy (Pro A)
- 2012-2013 :  CBD Bilbao (Liga ACB)
- 2013-2015 :  Limoges CSP (Pro A)
- 2015-2016 :  Bandırma Banvit (TBL)
- 2016-2017 :  Darüşşafaka Doğuş (TBL)
- 2017-2018 :  FC Barcelone (Liga ACB)
- 2018-2022 :  Anadolu Efes Spor Kulübü (TBL)
- 2022-2023 :  AS Monaco (Betclic Elite)
- jan 2023-2024 :  Zénith Saint-Pétersbourg (VTB League)

## Palmarès

### En club
- Champion de France : 2007, 2014 et 2015
- Champion semaine des As 2007
- Coupe de France : 2010
- Coupe d'Espagne : 2018
- Championnat du monde junior de basket-ball masculin
  -  Médaille de bronze au Championnat du monde des 19 ans et moins en 2007 à Novi Sad en Serbie.
- Champion d'Europe juniors : 2006
- Champion d'Europe cadets : 2004, équipe dont il était le meilleur marqueur.
- Meilleur joueur de Pro B : 2008
- Finaliste EuroCoupe : 2013
- Finaliste de l'Euroligue : 2019
- Vainqueur de l'Euroligue 2020-2021 et 2021-2022 avec l'Anadolu Efes.
- Champion de Turquie : 2019, 2021
- Vainqueur de la coupe de Turquie en 2022

### Distinctions personnelles
- Participation au All-Star Game LNB : 2011, 2013, 2014
- Élu MVP du All-Star Game LNB 2014
- Élu MVP du mois d'octobre de la saison régulière 2015 de Pro A avec Limoges
- Élu MVP du mois de novembre de la saison régulière 2015 de Pro A avec Limoges
- Élu MVP du championnat de France 2014-2015